# Brouwerij St-Cécile
Brouwerij St-Cécile, ook Brouwerij Vanneste, is een voormalige brouwerij te Adinkerke, een deelgemeente van De Panne in West-Vlaanderen. De brouwerij was actief van 1837 tot 1954.
Begin 2012 werd de grond van de voormalige brouwerij verkaveld om er 9 woningen op te bouwen.